# Gazzetta Ufficiale della Repubblica Italiana
Die Gazzetta Ufficiale della Repubblica Italiana, kurz Gazzetta Ufficiale (GU), ist das Amtsblatt der Italienischen Republik. Italienische Gesetze und andere Rechtsnormen können erst nach ihrer Veröffentlichung in der Gazzetta Ufficiale in Kraft treten. Sie wird vom italienischen Justizministerium herausgegeben und vom Istituto Poligrafico e Zecca dello Stato verbreitet. Um die digitale Ausgabe kümmert sich vorwiegend das Finanzministerium.

## Ausgaben
Von der Gazzetta Ufficiale gibt es verschiedene Ausgaben oder „Serien“:
- Allgemeine Serie, an Werktagen;
- 1. Sonderserie – Verfassungsgericht, mittwochs;
- 2. Sonderserie – Europäische Union, montags und donnerstags;
- 3. Sonderserie – Regionen, samstags;
- 4. Sonderserie – Auswahlverfahren und Prüfungen, dienstags und freitags;
- 5. Sonderserie – Öffentliche und ministerielle Bekanntmachungen, öffentliche Verträge, montags, mittwochs, freitags.

Amtlich sind nur die gedruckten Ausgaben.

## Geschichte
Die Geschichte der Gazzetta Ufficiale lässt sich zurückführen bis auf die Gazzetta Piemontese, das Amtsblatt des Königreiches Sardinien-Piemont, sowie auf noch ältere Publikationen wie die halboffiziellen Successi del Mondo (Turin, 1645–1665) und die gedruckten Bekanntmachungen des Herzogs Emanuel Philibert (ab 1567). Die Gazzetta Piemontese erschien erstmals 1797 und dann nach der napoleonischen Epoche von 1814 bis 1860 (ab 1848 mit dem Untertitel Giornale ufficiale del Regno). Als dann 1861 aus Sardinien-Piemont das Königreich Italien hervorging, trat dessen Amtsblatt Gazzetta Ufficiale del Regno d’Italia die direkte Nachfolge der Gazzetta Piemontese an. Dieses Amtsblatt wurde im Oktober 1943 von der faschistischen Italienischen Sozialrepublik, noch mit Hauptstadt Rom, übernommen und in Gazzetta Ufficiale d’Italia umbenannt. Im folgenden November gründete die legitime Regierung in Süditalien unter der Aufsicht der Alliierten die Gazzetta Ufficiale del Regno d’Italia wieder. Dieses Amtsblatt wurde 1946 in Gazzetta Ufficiale della Repubblica Italiana umbenannt, nachdem man in einem Referendum die Monarchie abgeschafft hatte und Italien eine Republik geworden war.

## Sonstiges
Die Amtsblätter einzelner Ministerien und der Regionen werden in der Regel als Bollettino ufficiale bezeichnet.